# Bill Tilden
William Tatem Tilden II (n. 10 februarie 1893, Germantown⁠(d), Pennsylvania, SUA – d. 5 iunie 1953, Los Angeles, California, SUA), supranumit „Marele Bill”, a fost un jucător american de tenis. Tilden a fost numărul 1 mondial la amatori timp de șase ani consecutivi, din 1920 până în 1925, și a fost clasat pe locul 1 mondial la profesioniști de Ray Bowers în 1931 și 1932 și de Ellsworth Vines în 1933. A câștigat 14 titluri majore la simplu, inclusiv 10 turnee de Grand Slam, un Campionat Mondial pe hard și trei turnee majore profesionale. A fost primul american care a câștigat Wimbledon, cucerind titlul în 1920. De asemenea, a câștigat un record de șapte titluri de campion al SUA (împărțit cu Richard Sears și Bill Larned).
Tilden a dominat lumea tenisului internațional în prima jumătate a anilor 1920, iar în perioada de 20 de ani în care a fost amator, între 1911 și 1930, a câștigat 138 din cele 192 de turnee la care a participat. Deține o serie de performanțe din toate timpurile în tenis, inclusiv recordul de meciuri câștigate în carieră și procentajul de victorii din carieră la campionatele americane. La Campionatele Naționale ale SUA din 1929, Tilden a devenit primul jucător care a ajuns în zece finale la același eveniment de Grand Slam. Tilden, care a fost frecvent în conflict cu rigidul United States Lawn Tennis Association în legătură cu statutul său de amator și cu veniturile obținute din articole de ziar, a câștigat ultimul său titlu major în 1930, la Wimbledon, la vârsta de 37 de ani. A devenit profesionist la sfârșitul aceluiași an și a efectuat turnee alături de alți profesioniști în următorii 15 ani.